# Ceratopogon tontoeguri
Ceratopogon tontoeguri är en tvåvingeart som beskrevs av Havelka 1980. Ceratopogon tontoeguri ingår i släktet Ceratopogon och familjen svidknott. Inga underarter finns listade i Catalogue of Life.